# Ingrid Jutes
Ingrid Jutes, död på Sötången på Tjörn 27 januari 1672, var en svensk kvinna som avrättades för trolldom i Bohuslän under det stora oväsendet. 
Ingrid Jutes angavs för häxeri av Glanan och Marit Byskrivares. 
Hon underkastades vattenprovet, som hon misslyckades med eftersom hon flöt på vattnet. Hon underkastades sedan tortyr. 
Hon bekände att hon hade mött Satan i skepnad av en svart man med klor vid namn Sufiel, som gett henne pengar; att hon ridit till häxsabbat på ett grått får; att hon givit honom blod från sin vänstra fot, haft samlag med honom, och lärt sig kärna smör av bäckvatten.
Hon var en av de åtta personer som den 27 januari 1672 avrättades på Sötången på Tjörn, då Malin Ruths, Pär Madzen från Mollesund, Rangnelle från Lösbo, Kjerstin Swen Sneckers, Helga i Pilanna, Börta Cornelius, Ingrid Jutes och Börta Pärs blev halshuggna och brända.